# Lilla Katrineberg 1

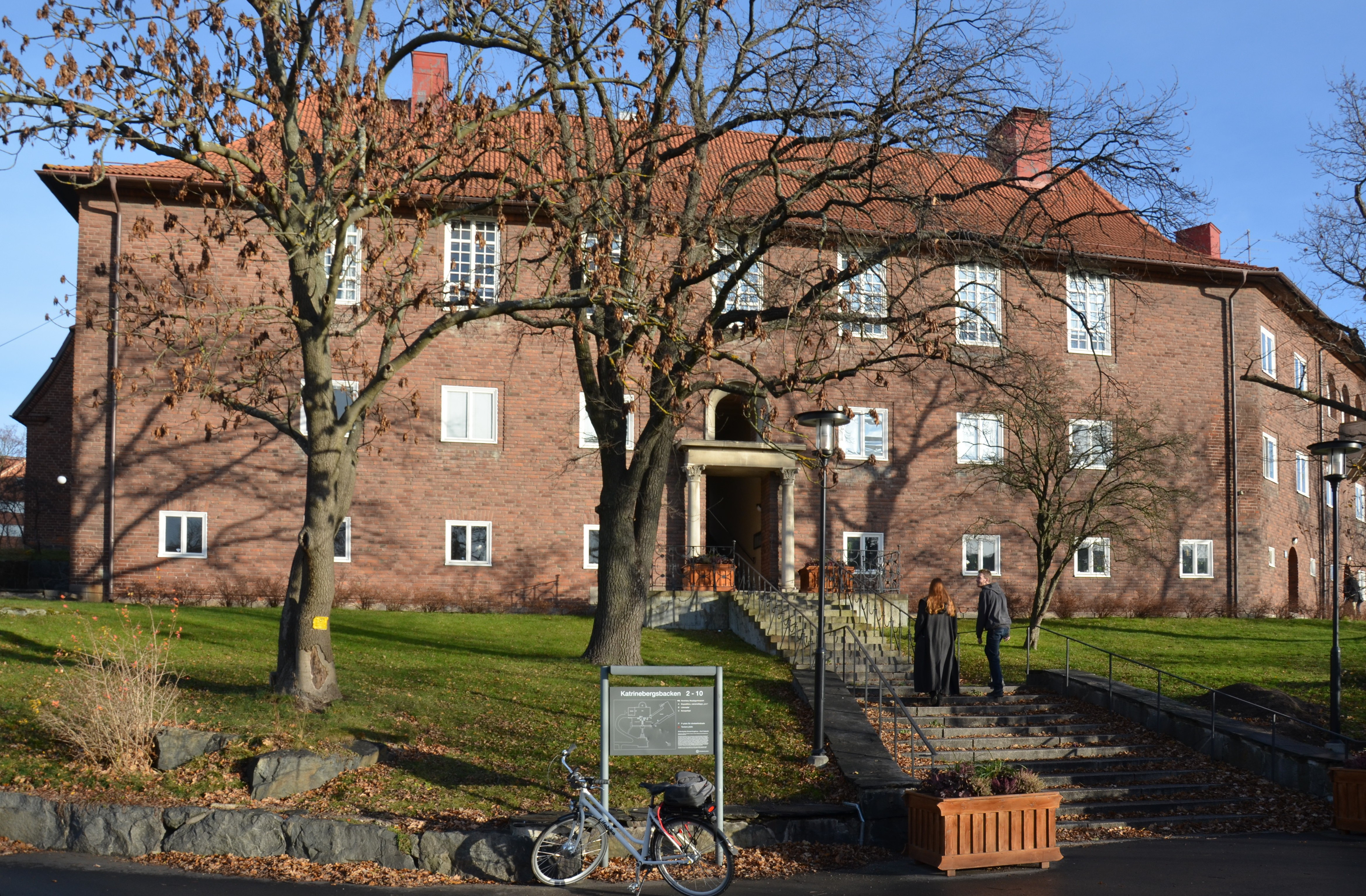
Nordiska Musikgymnasiet, fasad mot väster, november 2012.

Lilla Katrineberg 1 (även kallad Liljeholmens församlingshus) är en kulturhistorisk intressant byggnad vid Katrinebergsbacken 2–10 (tidigare Liljeholmsvägen 31) på Liljeholmsberget i stadsdelen Liljeholmen i Stockholm. Huset uppfördes 1924–1925 som Brännkyrkas församlingshus och inrymmer sedan år 2003 Nordiska Musikgymnasiet. Byggnaden ägs och förvaltas av AB Stadsholmen. Fastigheten Lilla Katrineberg 1 har blivit blåmärkt av Stadsmuseet i Stockholm, vilket innebär "att bebyggelsen bedöms ha synnerligen höga kulturhistoriska värden".

## Historik

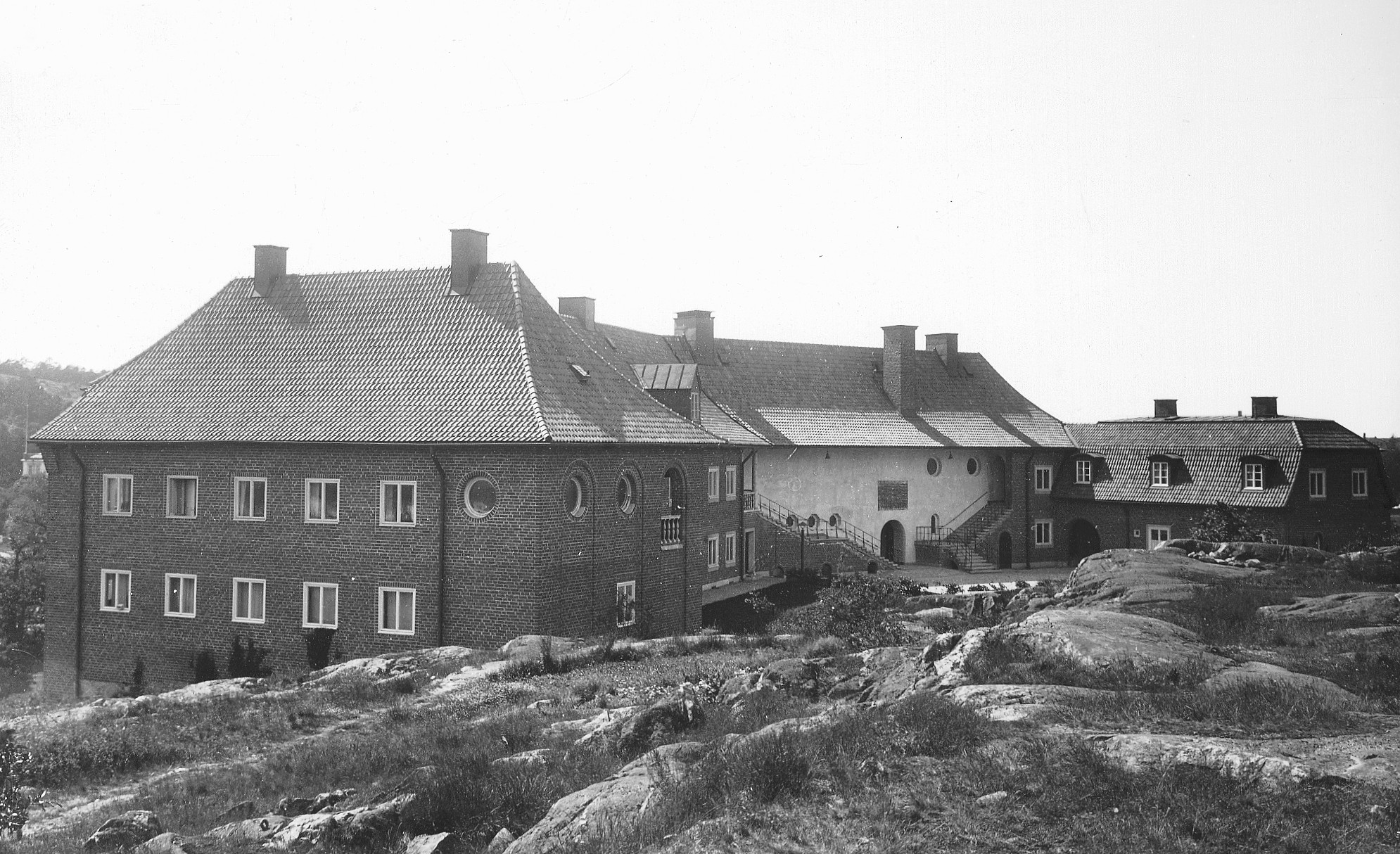
Brännkyrka församlingshem 1920-tal.

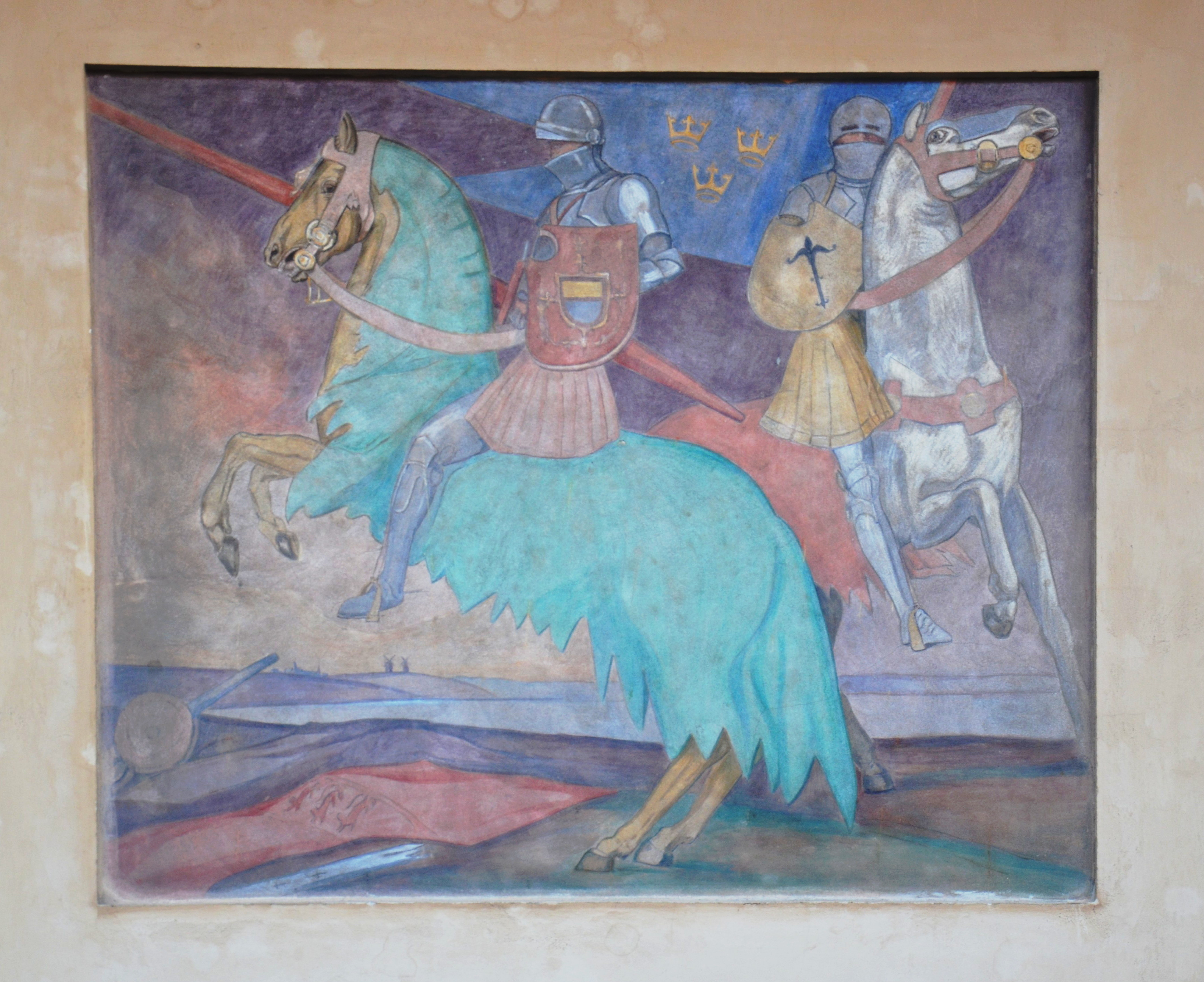
Jurgen Wrangels fresk.

Byggnaden ritades av arkitekt Hakon Ahlberg för Brännkyrka församling och färdigställdes 1925. Församlingen  var vid tiden en av Stockholms största och sträckte sig över Vantör, Farsta, Hägersten, Enskede och Skarpnäck.
Det stora tegelkomplexet gestaltades av Ahlberg i den för tiden typiska 1920-talsklassicism och bildar en svag vinkelkrökt volym under höga, svängda takfall. Den stenlagda innergården nås via ett portvalv vars öppning smyckas av en attika som bärs upp av två kolonner i korintisk ordning. Från gårdssidan leder två i fasaden inbyggda trappor upp till skilda entréer. Här är muren ljusputsad och uppluckrad av oregelbunden satta runda, åttkantiga och välvda fönster. Över portikens insida finns en fresk av konstnären Jurgen Wrangel föreställande "Slaget om Brännkyrka 1519".  
I den låga flygelbyggnaden i norr ritade Ahlberg två lägenheter och en mötessal. Huvudbyggnadens övre våningsplan upptas av den Stora samlingssalen med ett mörkblå målat innertak vilket är utformat som ett tunnvalv. Takets långsidor mot fönstren är raka och dekorerade med rutmönster och blad. I anslutning till samlingssalen ligger före detta Läsbarnens sal med takmålningar visande bibliska motiv utförda av konstnären Einar Forseth. I den vinkelställda byggnadsdelen med flygeln i söder låg bland annat flera bibliotek, matsalar och flera lägenheter samt det så kallade Kommittérummet som användes för vigslar. Rummets dekor utgörs av en bred bård med urnor, blommor, turturduvor och draperingar.
I huset fanns ursprungligen församlingens expedition, folkbibliotek samt församlingssal och bostäder för prästen, diakonissor och vaktmästare. Här bedrevs bland annat fattigvård, sjukvård, vigslar och matservering. Byggnaden var församlingshus till 1957. År 1965 förvärvades fastigheten av Stockholms stad. Därefter hyrdes lokalerna för undervisning och vård av funktionshindrade. Sedan årsskiftet 2000/2001 ägs det tidigare församlingshemmet av AB Stadsholmen som lät utföra ut- och invändig renovering.

## Dagens verksamhet
Lokalerna anpassades till skolundervisning 2003, när Nordiska Musikgymnasiet flyttade in. Nordiska Musikgymnasiet är en friskola i Stockholm inriktad på klassisk musik. Verksamheten grundades år 2000 av pianisten och pianopedagogen Monika Kowalska.  Skolan tar emot elever från hela Sverige, Norden och övriga Europa. Man har plats för 60 studerande. 

## Bilder

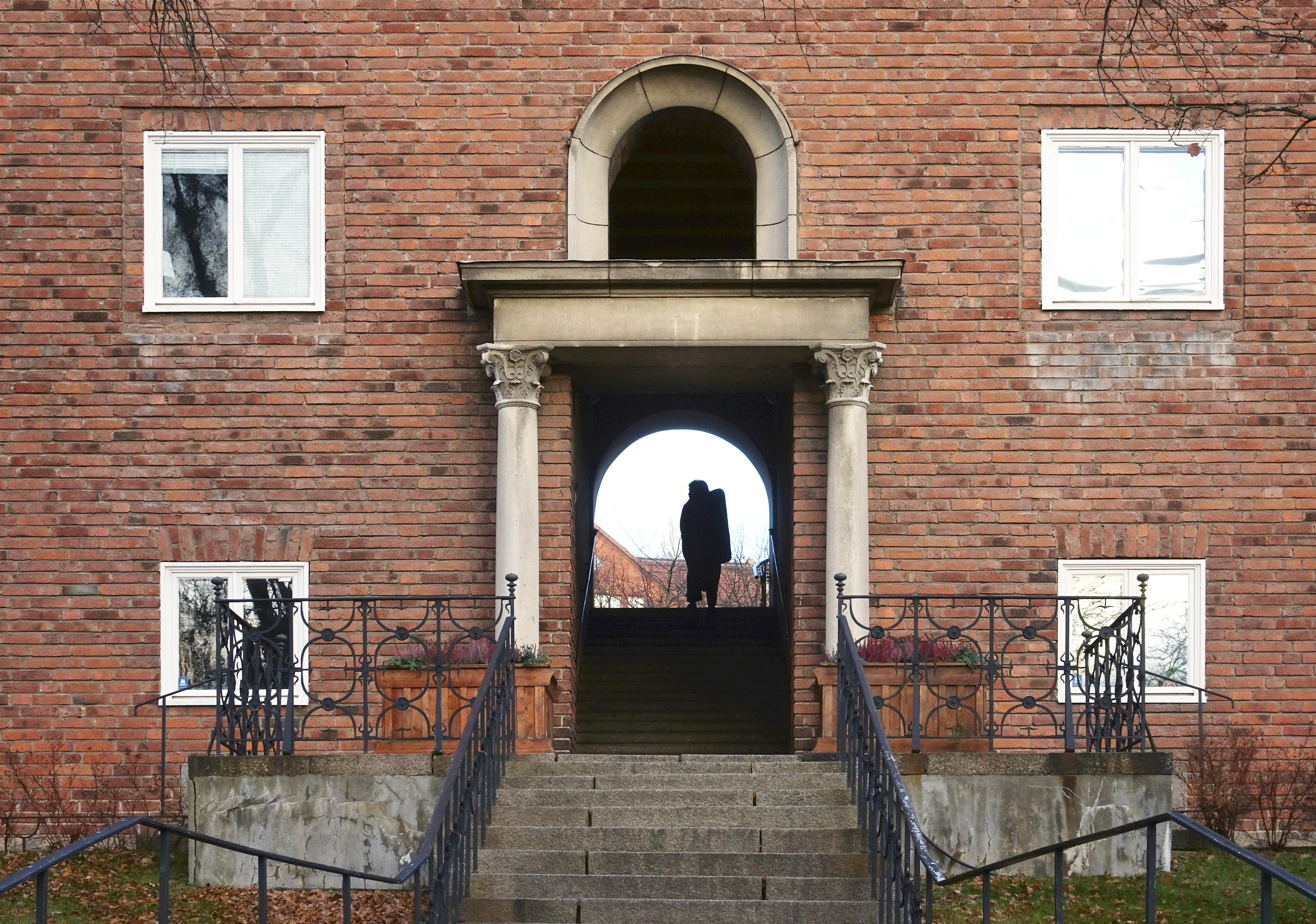
Huvudportalen.
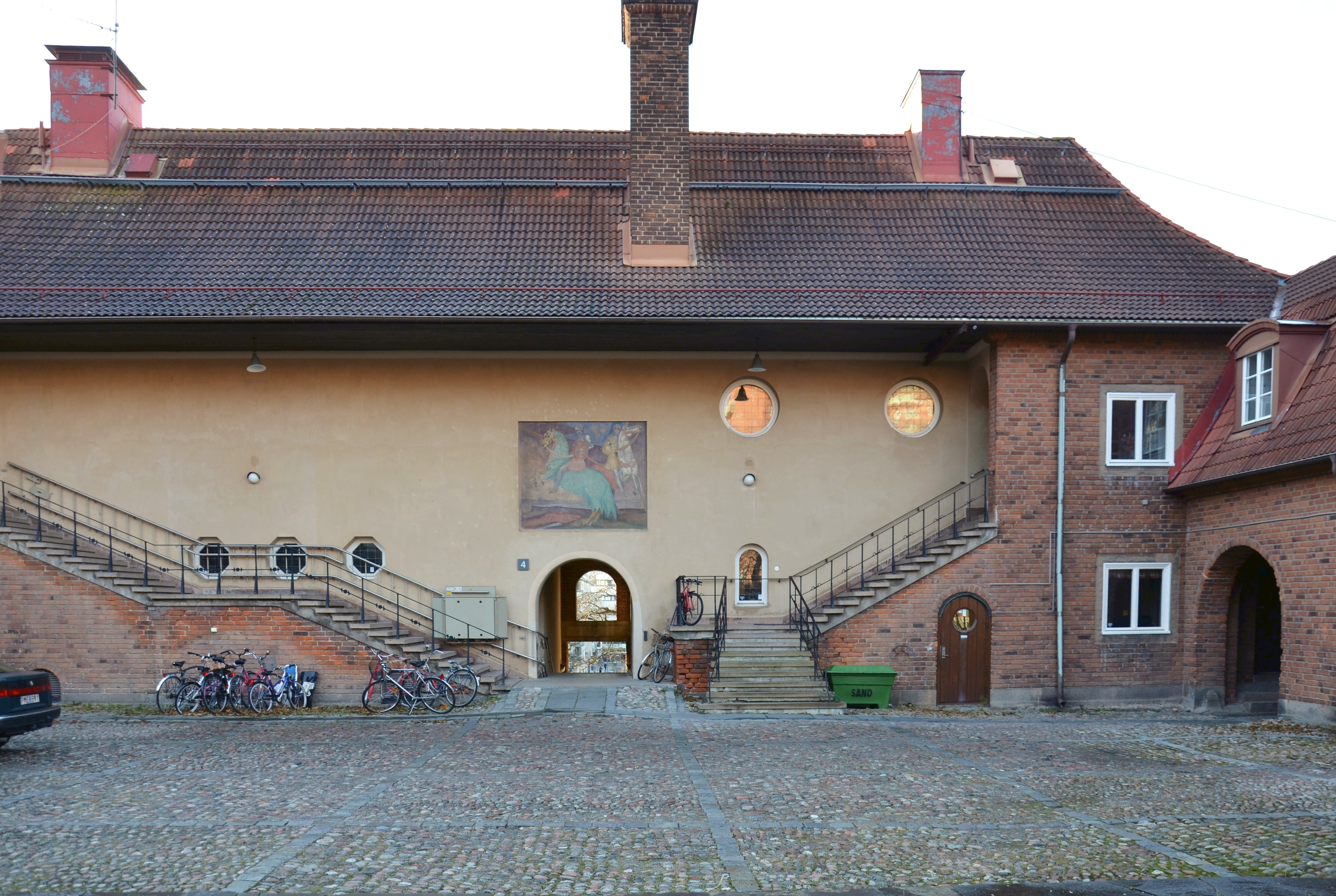
Fasad mot innergården, över portiken syns Jurgen Wrangels fresk.
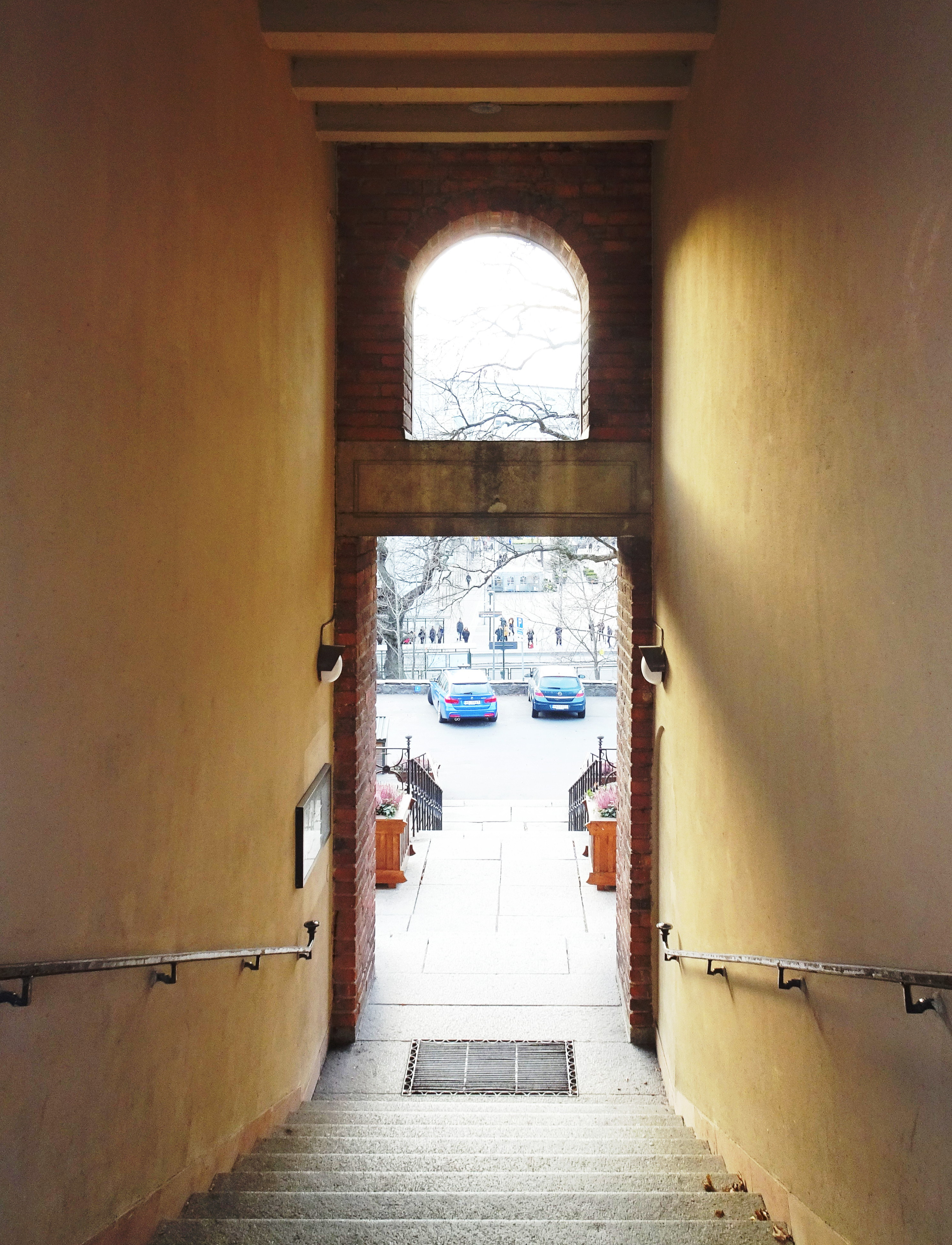
Huvudportalen sedd utåt.
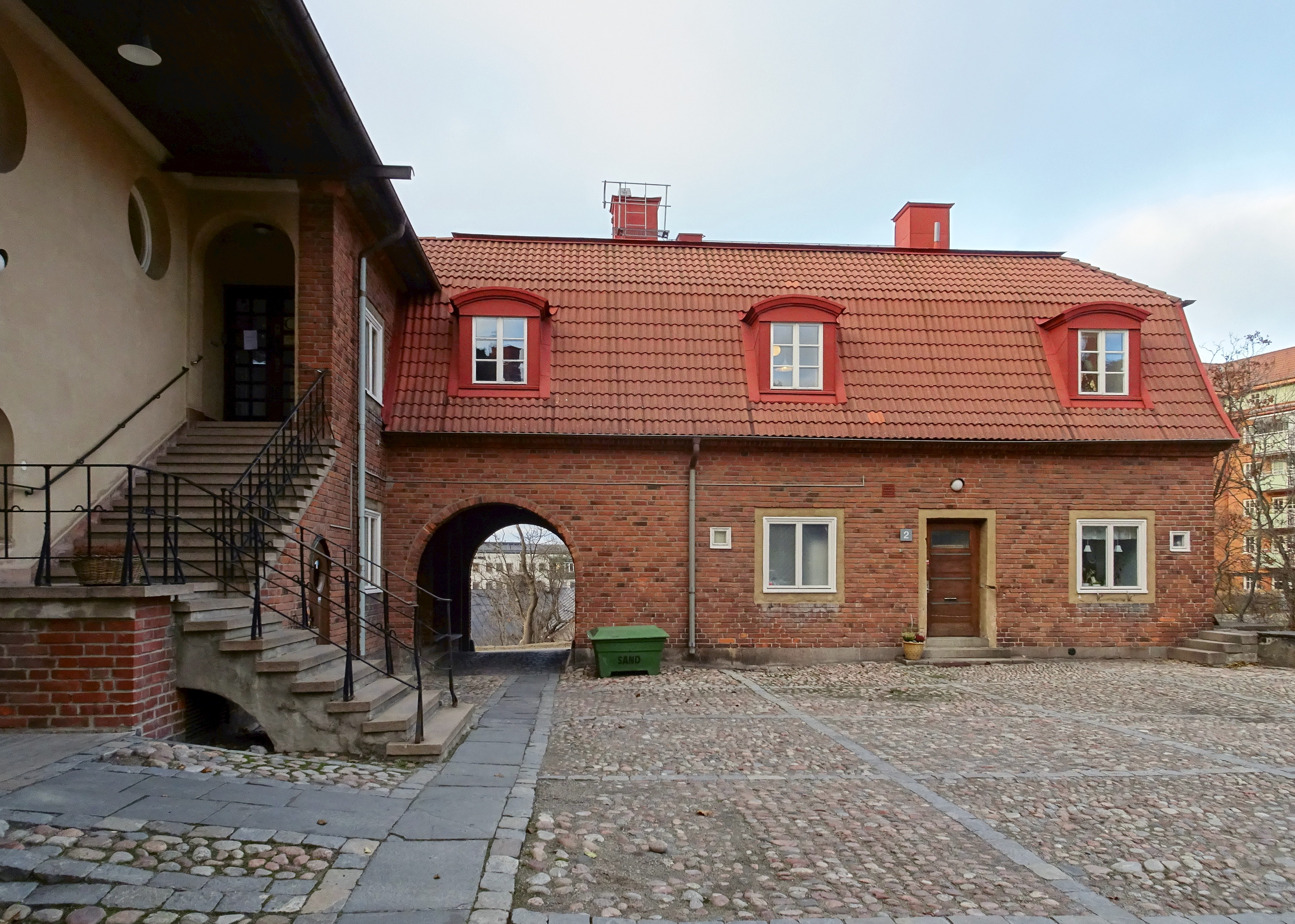
Bostadsflygeln.
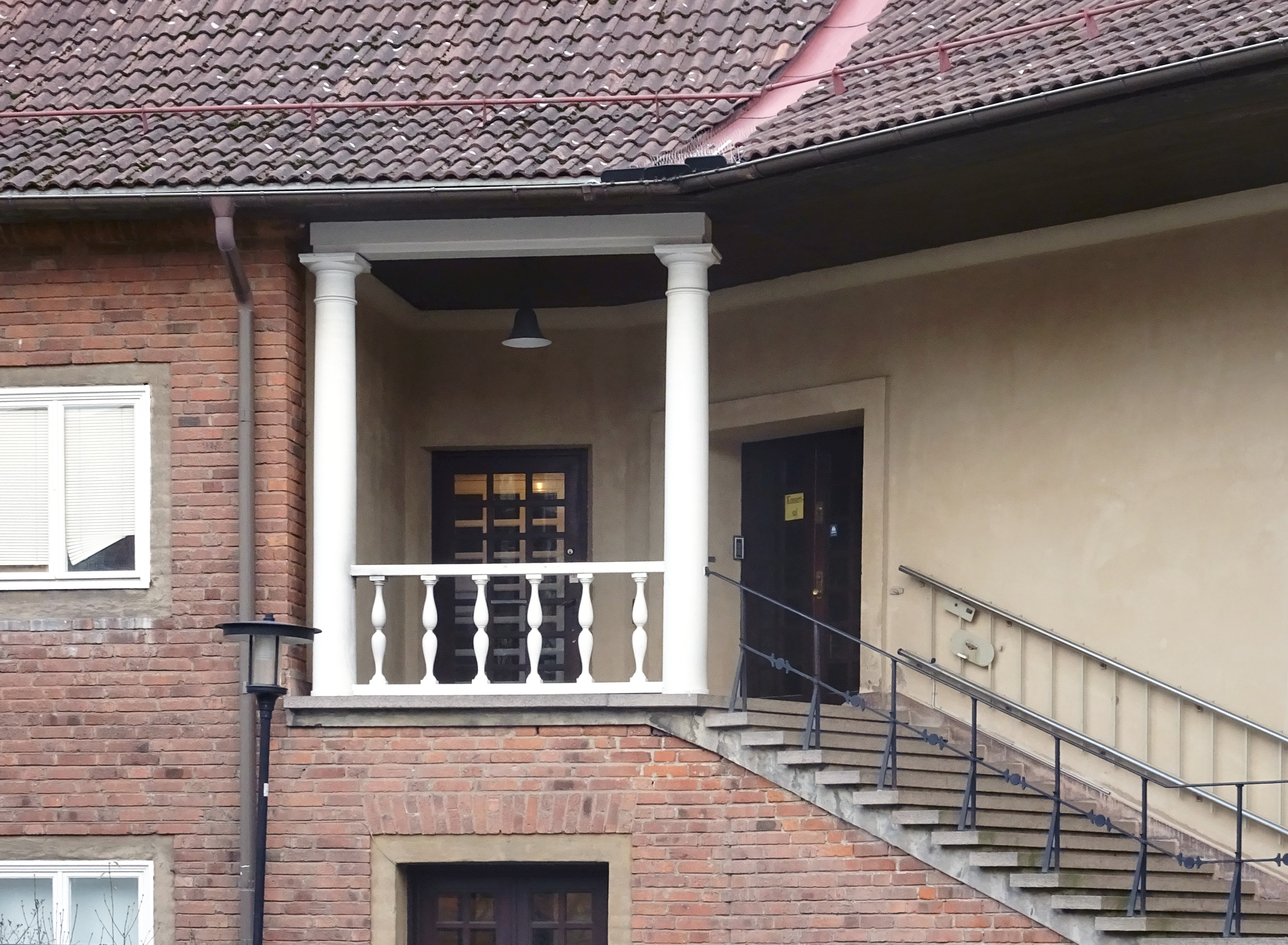
Övre entrén.